# ویل ون گوگ

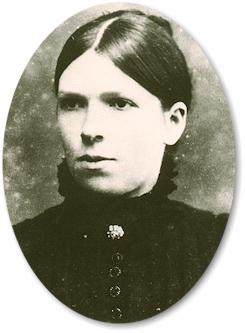
ویلمینا جاکوبا ون گوگ

ویلِمینا یاکوبا ون گوگ (به هلندی: Willemina Jacoba van Gogh) (زادهٔ ۱۶ مارس ۱۸۶۲ - درگذشتهٔ ۱۷ مهٔ ۱۹۴۱)، که ویل صدایش می‌کردند، جوان‌ترین خواهر هنرمند نقاش، ونسان ون گوگ و تئودوروس ون گوگ، دلال آثار هنری، بود. و از فمینیست‌های اولیه بود.
در طول قسمت اول زندگی‌اش، با پرستاری از بیماران، به خانواده‌اش و دیگران خدمت کرد. بعد از مرگ برادرانش در سال ۱۸۹۱، شغل متوسطی در بیمارستان به دست آورد. در سال ۱۸۹۸ در آنجا به کار سازمان‌دهی نمایشگاه ملی آثار زنان گماشته شد. (Nationale Tentoonstelling van Vrouwenarbeid) این نمایشگاه سرمایه‌گذاری بسیار موفقی بود و سرمایهٔ به‌دست‌آمده از نمایشگاه به ۲۰٫۰۰۰ گیلدر هلندی رسید که برای تأسیس نمایشگاه ملی آثار زنان هلندی استفاده شد.

هیچ منبعی ننوشته‌است چه اتفاقی افتاد، اما در چهارم دسامبر ۱۹۰۲ ویل ون گوگ حبس شد و بعدها به خانهٔ Veldwijk که مؤسسه‌ای روانی در شهر املو بود، منتقل شد. ناخوشیِ او را جنون تشخیص دادند که حبس او بر آن اساس بود و داشتن چنین بیماری‌ای در آن زمان معادل اعدام بود. بعدها در گزارش بیمارستان روانی آورده شد:'"
هیچ تغییر مهمی در وضعیت این بیمار قدیمی دیده نشده‌است. او تنها و منزوی است، به‌ندرت صحبت می‌کند و به‌طورکلی به سؤال‌ها پاسخی نمی‌دهد. تمام طول روز را در مکان ثابت در لژ، درحالی‌که در صندلی‌اش نشسته و به اطرافش خیره شده، می‌مانَد. سال‌ها از غذا خوردن امتناع کرده و باید به روش مصنوعی به او غذا داد.
ویل ون گوگ قبل از مرگ تقریباً چهار دهه در بیمارستان شهر ارملو ماند.
الآن اثبات بیمار بودن یا نبودن او سخت است. رناته برگر ادعا می‌کند که: «در آن زمان ویل ون گوگ در سرنوشت بسیاری از خواهران افراد معروف سهیم بود.»